# ブレット・ヘイズ
ブレット・グレゴリー・ヘイズ（Brett Gregory Hayes, 1984年2月13日 - ）は、アメリカ合衆国カリフォルニア州ロサンゼルス郡パサデナ出身の元プロ野球選手（捕手）。右投右打。現在は、MLBのテキサス・レンジャーズのコーディネイターを務める。

## 経歴

### プロ入りとマーリンズ時代

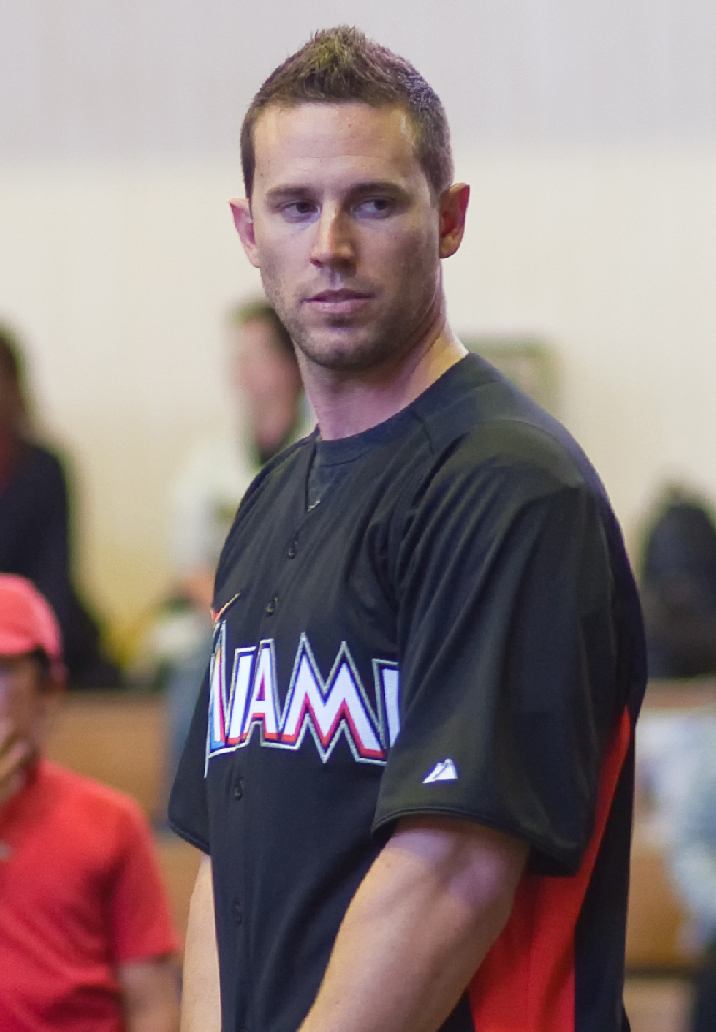
マーリンズでの現役時代
(2011年12月3日)

2005年のMLBドラフト2巡目（全体79位）でフロリダ・マーリンズから指名され、6月9日に契約。契約後、傘下のルーキー級ガルフ・コーストリーグ・マーリンズでプロデビューし、3試合に出場した。7月8日にA-級ジェームズタウン・ジャマーズへ昇格し、36試合に出場して打率.239、1本塁打、12打点、3盗塁を記録した。
2006年はA級グリーンズボロ・グラスホッパーズでプレーし、82試合に出場して打率.245、9本塁打、38打点、4盗塁を記録した。
2007年はまずA+級ジュピター・ハンマーヘッズで17試合に出場した。5月にAA級カロライナ・マドキャッツへ昇格し、74試合に出場して打率.234、3本塁打、31打点、2盗塁を記録した。
2008年はAA級カロライナとAAA級アルバカーキ・アイソトープスでプレーした。AAA級アルバカーキでは37試合に出場して打率.293、5本塁打、17打点、1盗塁を記録した。オフの11月20日にルール・ファイブ・ドラフトでの流出を防ぐために40人枠入りした。
2009年はAAA級ニューオーリンズ・ゼファーズで開幕を迎え、5月22日にメジャー初昇格を果たした。同日のタンパベイ・レイズ戦でメジャーデビューすると、一塁手として途中出場して1打数1安打1打点を記録した。6月2日にAAA級ニューオーリンズへ降格した。9月1日に再昇格し、5日のワシントン・ナショナルズ戦では代打でメジャー初登板のビクター・ガラテから初本塁打を記録した。この年メジャーでは14試合に出場して打率.273、1本塁打、2打点を記録した。
2010年2月26日にマーリンズと1年契約に合意した。開幕をAAA級ニューオーリンズで迎えたが、5月13日にメジャー昇格した。7月20日のコロラド・ロッキーズ戦で左手首を負傷し、戦列を離れた。8月5日のフィラデルフィア・フィリーズ戦で復帰した。8月31日のナショナルズ戦でナイジャー・モーガンからタックルを受けて左肩を故障し、再び離脱。そのままシーズンを終えた。この年は26試合に出場して打率.208、2本塁打、6打点を記録した。
2011年は64試合に出場して打率.231、5本塁打、16打点を記録した。
2012年は39試合に出場した。8月31日にAAA級ニューオーリンズへ降格した。

### ロイヤルズ時代

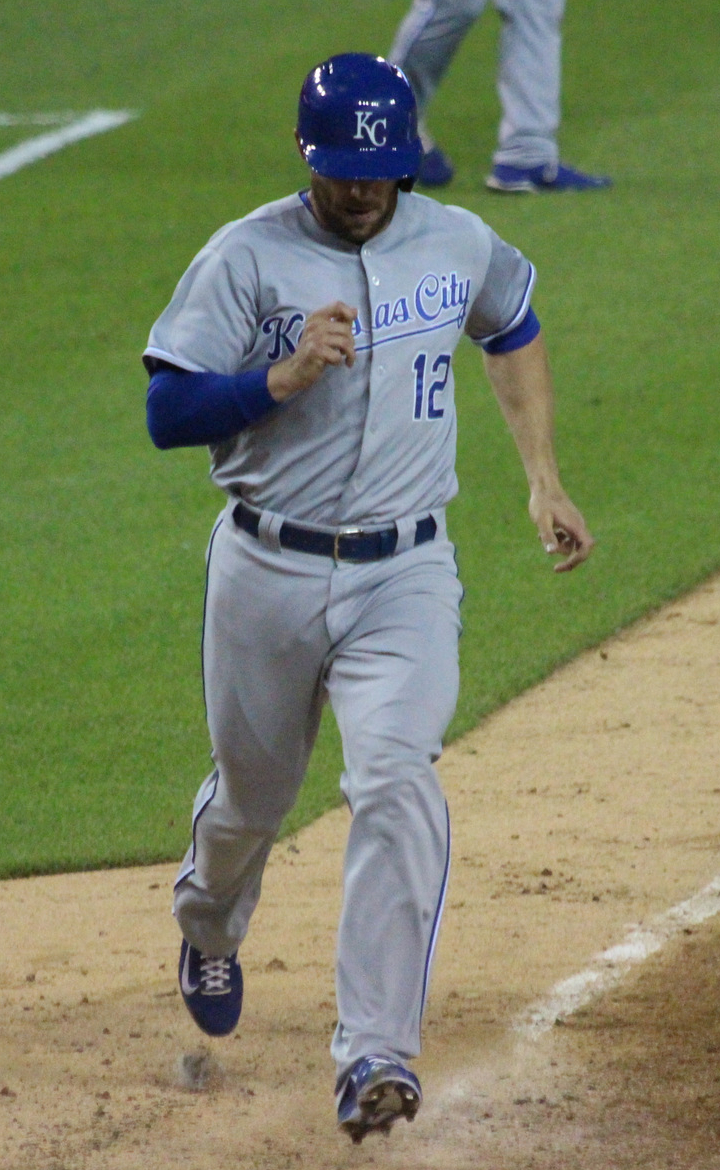
カンザスシティ・ロイヤルズ時代
(2014年6月16日)

2012年11月2日にウェイバー公示を経てカンザスシティ・ロイヤルズへ移籍した。11月20日にロイヤルズと1年契約に合意した。
2013年は傘下のAAA級オマハ・ストームチェイサーズで開幕を迎えた。8月4日にメジャー昇格したが、11日にDFAとなり、16日にマイナー契約でAAA級オマハへ降格した。9月1日にメジャー契約を結んでアクティブ・ロースター入りした。この年は5試合に出場して打率.278、1本塁打、2打点を記録した。
2014年1月10日にロイヤルズと63万ドルの1年契約に合意した。開幕後は27試合に出場したが、打率.135、1本塁打、2打点と結果を残せず、7月28日にDFAとなった。8月4日にマイナー契約でAAA級オマハへ降格した。同球団では10試合に出場して打率.310、3本塁打、8打点、1盗塁を記録した。オフの11月4日にFAとなった。

### インディアンス時代
2014年12月15日にクリーブランド・インディアンスとマイナー契約を結んだ。
2015年は傘下のAAA級コロンバス・クリッパーズで開幕を迎え、4月12日にメジャー契約を結んでアクティブ・ロースター入りした 。5月24日にDFAとなり、26日にマイナー契約でAAA級コロンバスへ配属された。AAA級コロンバスでは51試合に出場して打率.189、2本塁打、17打点を記録した。レギュラーシーズン終了後の10月13日にFAとなった。

### ダイヤモンドバックス傘下時代
2015年10月28日にアリゾナ・ダイヤモンドバックスとマイナー契約を結び、2016年のスプリングトレーニングに招待選手として参加することになった。
2016年は開幕から傘下のAAA級リノ・エーシズでプレーし、18試合に出場して打率.161、4打点を記録した。

### ホワイトソックス傘下時代
2016年6月2日に金銭トレードで、シカゴ・ホワイトソックス傘下のAAA級シャーロット・ナイツへ移籍した。AAA級シャーロットでは13試合に出場して打率.225、1本塁打、2打点を記録した。オフの11月7日にFAとなった。

### レンジャーズ傘下時代
2017年2月6日にテキサス・レンジャーズとマイナー契約を結び、スプリングトレーニングに招待選手として参加することになった。シーズンでは傘下のAAA級ラウンドロック・エクスプレスでプレーし、66試合に出場して打率.211、4本塁打、21打点を記録した。オフの11月6日にFAとなったが、この年限りで引退した。

### 引退後
引退翌年の2018年はレンジャーズのスカウトとなり、2019年からはレンジャーズのコーディネイターを務める。

## 詳細情報

### 年度別打撃成績
| 年 度     | 球 団     | 試 合 | 打 席 | 打 数 | 得 点 | 安 打 | 二 塁 打 | 三 塁 打 | 本 塁 打 | 塁 打 | 打 点 | 盗 塁 | 盗 塁 死 | 犠 打 | 犠 飛 | 四 球 | 敬 遠 | 死 球 | 三 振 | 併 殺 打 | 打 率 | 出 塁 率 | 長 打 率 | O P S |
| --------- | --------- | ----- | ----- | ----- | ----- | ----- | -------- | -------- | -------- | ----- | ----- | ----- | -------- | ----- | ----- | ----- | ----- | ----- | ----- | -------- | ----- | -------- | -------- | ----- |
| 2009      | FLA MIA   | 14    | 12    | 11    | 5     | 3     | 1        | 0        | 1        | 7     | 2     | 0     | 0        | 0     | 0     | 0     | 0     | 1     | 4     | 1        | .273  | .333     | .636     | .969  |
| 2010      | FLA MIA   | 26    | 83    | 77    | 6     | 16    | 6        | 1        | 2        | 30    | 6     | 0     | 0        | 0     | 0     | 6     | 1     | 0     | 26    | 1        | .208  | .265     | .390     | .655  |
| 2011      | FLA MIA   | 64    | 144   | 130   | 19    | 30    | 9        | 0        | 5        | 30    | 16    | 0     | 0        | 3     | 0     | 11    | 2     | 0     | 39    | 2        | .231  | .291     | .415     | .706  |
| 2012      | FLA MIA   | 39    | 118   | 114   | 7     | 23    | 6        | 0        | 0        | 29    | 3     | 1     | 0        | 0     | 0     | 4     | 3     | 0     | 49    | 1        | .202  | .229     | .254     | .483  |
| 2013      | KC        | 5     | 18    | 18    | 2     | 5     | 3        | 0        | 1        | 11    | 2     | 0     | 0        | 0     | 0     | 0     | 0     | 0     | 3     | 0        | .278  | .278     | .611     | .889  |
| 2014      | KC        | 27    | 53    | 52    | 3     | 7     | 1        | 0        | 1        | 11    | 2     | 0     | 0        | 0     | 0     | 1     | 0     | 0     | 12    | 1        | .135  | .151     | .212     | .363  |
| 2015      | CLE       | 14    | 36    | 32    | 4     | 5     | 0        | 0        | 3        | 14    | 6     | 0     | 0        | 1     | 0     | 3     | 0     | 0     | 7     | 0        | .156  | .229     | .438     | .667  |
| 通算：7年 | 通算：7年 | 189   | 464   | 434   | 46    | 89    | 26       | 1        | 13       | 156   | 37    | 1     | 0        | 4     | 0     | 25    | 6     | 1     | 140   | 6        | .205  | .250     | .359     | .609  |

- FLA（フロリダ・マーリンズ）は、2012年にMIA（マイアミ・マーリンズ）に球団名を変更

### 背番号
- 59（2009年）
- 9（2010年 - 2012年）
- 12（2013年 - 2015年）